# Tivoli (achtbaan)
Tivoli is een stalen achtbaanmodel dat verkocht wordt door de Duitse achtbaan- en attractiefabrikant Zierer. De naam is afgeleid van de eerste versie van dit type, die in Tivoli Gardens werd gebouwd. Dat was in 1974.

## Beschrijving
Tivoli-achtbanen zijn vrij kleine achtbanen die erg geschikt zijn voor kleinere kinderen. Vaak worden ze ook "keverbanen" genoemd, omdat de standaardtrein die bij de baan geleverd wordt eruitziet als een rij lieveheersbeestjes. Tegenwoordig kan een park thema en kleur zelf kiezen, maar van oorsprong is een Tivoli-track rood met groene supports.
Keverbanen maken geen inversies, en de optakeling gebeurt door middel van banden die de trein omhoog duwen aan dezelfde stalen vinnen die gebruikt worden voor het afremmen van de trein in het station na de rit, wat eveneens met banden gebeurt.
Kenmerkend aan dit type model is dat er meestal twee rondjes na elkaar worden gereden, waartussen de trein niet stopt in het station. Op rustige momenten worden soms zelfs drie rondjes gereden.

## Oorspronkelijke modellen
De Tivoli-banen van Zierer waren oorspronkelijk verkrijgbaar in drie maten: Small, Medium en Large. Uiteraard bestaan er ook aangepaste banen van dit model. Daarvan zijn er tot op heden (2023) 15 gebouwd.

### Small
Het kleinste model, Tivoli Small, bestaat uit één ovaalvormig rondje van ongeveer 60 meter met daarin enkele kleine hoogteverschillen. Het treintje telt 5 wagons voor twee personen (enkele banen rijden met treinen met 6 wagons). Deze baan kan 600 personen per uur verwerken. Het grondvlak waarop de baan staat opgesteld, meet 23,5 x 12 meter. Het hoogste punt, bovenaan de optakeling, is drie meter hoog. De maximale snelheid bedraagt 26 kilometer per uur.
Variant
Er bestaat een variant op dit model waarvan twee banen gebouwd zijn, respectievelijk in 1999 en 2003. Bij deze variant is de "first drop" na de optakeling kleiner of zo goed als niet aanwezig, en schommelt de baan lichtjes om zijn as in het stuk parallel aan het station terwijl dit bij het standaardmodel niet het geval is. Dat maakt deze lay-out identiek aan die van een ander Zierer-achtbaanmodel, namelijk de Force Zero.

### Medium
Het model Tivoli Medium is ongeveer 200 meter lang en gaat 6 meter hoog. De snelheid loopt op tot 32 kilometer per uur. De treinen op deze baan tellen 13 wagons. Dat zorgt voor een capaciteit van ongeveer 1.000 personen per uur. Het grondvlak van deze baan meet 38,9 x 23 meter. Een ritje op deze baan duurt ongeveer 1 minuut en 36 seconden.

### Large
Het grootste model, Tivoli Large, is 360 meter lang en acht meter hoog. De trein bij dit model haalt een maximale snelheid van 36 kilometer per uur en kent traditioneel een lengte van 20 wagons voor 2 personen naast elkaar. Dat zorgt voor een ritduur van ongeveer 3 minuten en een capaciteit van 1.250 personen per uur. De afmetingen van het grondvlak van deze attractie zijn 37,3 m x 42 meter. De lay-out van deze baan bestaat uit een dubbele 8-figuur.

## Voorbeelden in België en Nederland

### Tivoli Small
- La Coccinelle (Walibi Belgium) - gesloten

### Tivoli Medium
- Drako (Walibi Holland)
- Achtbaan (Park Tivoli)
- Treno (Wereldtuinen Mondo Verde)
- Avonturenslang (Avonturenpark Hellendoorn) - gesloten
- Zeeslang (DippieDoe) - gesloten

### Tivoli Large
- Kikkerachtbaan (Duinrell)
- #LikeMe Coaster (Plopsaland De Panne)
- Green Snake (De Valkenier)
- Keverbaan (Bellewaerde)  - gesloten
- Keverbaan (Slagharen) - gesloten

### Tivoli Nieuw/Aangepast
- Orca Ride (Boudewijn Seapark)